# Чемберс-Билибина, Мария Яковлевна
Мария Яковлевна Чемберс-Билибина (англ. Marie Elisabeth Veronika Chambers-Bilibina; 1874—1962) — русский и английский график, иллюстратор детской книги (сестра В. Я. Чемберса; жена И. Я. Билибина).

## Биография
Родилась 1 марта 1874 года в Санкт-Петербурге в семье ирландца Джеймса Стивена Чемберса и Елизаветы Мэри Пейдж.
В 1890-х годах Мария училась в рисовальной школе Императорского общества поощрения художеств, в школе княгини М. К. Тенишевой у русского художника И. Е. Репина.
В 1896 впервые посетила Англию. В 1900—1910 годах оформляла книги для разных издательств, рисовала открытки, исполняла экслибрисы. Занимаясь станковой графикой и живописью, участвовала в выставках Нового общества художников, Союза русских художников, объединения «Мир искусства» и в Салоне В. А. Издебского.
В мае 1914 Мария Яковлевна поехала в Швейцарию для лечения старшего сына и осталась за границей из-за начавшейся Первой мировой войны. С 1917 жила в Англии, продолжая заниматься живописью долгие годы.
Умерла 6 июня 1962 года в графстве Оксфордшир, Англия. Похоронена на церковном кладбище в местечке Кидмор Энд (англ. Kidmore End) этого же графства.
В 1902—1911 годах была замужем за Иваном Билибиным (первая его жена), у них родились дети — Александр (1903—1972) и Иван (1908—1993). В семейной коллекции находятся многие её работы.